# Bibliothekswesen in Luxemburg
Das Buch- und Bibliothekswesen in Luxemburg entwickelte sich aufgrund der politischen Situation in Luxemburg zunächst nur zögerlich.

## Geschichte
Auf dem Territorium des ehemaligen Herzogtums gab es viele bedeutende Klosterbibliotheken, wie zum Beispiel im Kloster Echternach, in Orval und in Luxemburg (Stadt) die Münsterabtei, sowie die Bibliothek des 1773 aufgehobenen Jesuitenordens. Während der Französischen Revolution gelangte 1795 ein Teil dieser Bücher in die „Écoles Centrales“ oder später auch in ein „Dépôt littéraire“, viele Bücher werden jedoch auch als Kriegsbeute in ganz Europa verstreut. Trotzdem entsteht 1798 in Luxemburg die erste öffentliche Bibliothek. Genau 50 Jahre später, 1848, wird sie mit der Bibliothek des Athenäums und der Bibliothek der Gesellschaft für Forschung und Erhaltung der geschichtlichen Denkmäler im Großherzogtum Luxemburg zusammengelegt und die Bibliothèque nationale du Luxembourg entsteht.

## Luxemburgisches Bibliotheksgesetz
Seit dem Erscheinen im luxemburgischen Amtsblatt am 13. Juli 2010 hat Luxemburg offiziell ein eigenes Bibliotheksgesetz für seine öffentlichen Bibliotheken (loi du 24 juin 2010 relative aux bibliothèques publiques.) Seine Entstehungsgeschichte war jedoch alles andere als vom Glück gesegnet und das Gesetz ist im luxemburgischen Bibliothekswesen stark umstritten:
Nachdem 1928 und 2003 Versuche gescheitert waren, ein Bibliothekspflichtgesetz nach belgischem Vorbild in Luxemburg einzuführen, versuchte man es 2007 mit einem Fachstellengesetz. Trotz der Zustimmung aller Parteien wurde das Projekt aber überraschend von der Regierung gestoppt, um es in ein eigenes Gesetzesprojekt zu integrieren. 2009 wurde ein erster Gesetzesentwurf vorgestellt, dieser musste jedoch nach heftigen Kritiken von allen Seiten wieder zurückgezogen und überarbeitet werden. Aber auch die überarbeitete Fassung wurde vom luxemburgischen Bibliothekarverband ALBAD auf weiterhin bestehende inhaltliche Schwächen kritisiert (weder die ALBAD noch der Verband der öffentlichen Bibliotheken in Luxemburg, die ULBP, waren übrigens an der Ausarbeitung des Gesetzes in irgendeiner Form beteiligt worden). Dennoch würde das Gesetz am 22. April 2010 im Parlament einstimmig angenommen.

## Entwicklung des Buchwesens
Nicht nur das Bibliothekswesen, sondern auch das Buchwesen an sich entwickelte sich relativ spät in Luxemburg.
Die ersten Druckschriften erschienen erst gegen Ende des 16. Jh., das erste vollständig in luxemburgischer Sprache gedruckte Buch im Jahre 1600. Außer an Schulbücher und religiöse Handschriften gab es keine Nachfrage an Büchern. Erst 1704 erschien die erste luxemburgische Zeitung in französischer Sprache („La Clef du Cabinet des Princes“), 1824 die erste Zeitung in deutscher Sprache („Luxemburger Wochenblatt“).

## Die Luxemburgische Nationalbibliothek
Die Bibliothèque nationale du Luxembourg ist Nationalbibliothek und wichtigste zentrale Dokumentationsstelle des Landes. Sie sammelt alle in Luxemburg gedruckten und verlegten Veröffentlichungen und erwirbt im Ausland verlegte Veröffentlichungen mit Bezug zu Luxemburg oder von Luxemburgern. Die Luxemburgensia-Abteilung umfasst 150.000 Bände sowie 3.000 Zeitschriftentitel.
Die Nationalbibliothek ist die größte wissenschaftliche Bibliothek Luxemburgs. Alle Wissenschaftsbereiche sind hier vertreten. Der Allgemeinbestand umfasst rund 750.000 Bände und 3.500 internationale Zeitschriftentitel aller Disziplinen. In den Lese- und Nachschlageräumen sind rund 30.000 Bände frei zugänglich. Pro Jahr wird der Allgemeinbestand um rund 10.000 Bände erweitert.
Die zweitbedeutendste Bibliothek ist die nur im Rahmen der Schlossbesichtigung öffentliche Hofbibliothek mit immerhin 30.000 Bänden und bedeutenden Sammlungen. Sie ist erst zu 10 % erschlossen und noch weitgehend unbekannt.

## Weitere wichtige wissenschaftliche Bibliotheken
Wichtige wissenschaftliche Bibliotheken sind das Centre Universitaire, einige spezialisierte Bibliotheken (Centre national de la littérature, Bibliothèque du Grand Seminaire etc.), die Bibliotheken der ausländischen Kulturinstitute und die Bibliotheken europäischer Institutionen: die Europäische Kommission, das Europaparlament, der Europäische Gerichtshof und die Europäische Investitionsbank etc.
Material zum Thema Entwicklungszusammenarbeit und Ländern des Südens findet man im Centre d’Information Tiers Monde (CITIM) und zur Mikrofinanz in der Maison de la microfinance.

## Besonderheiten durch die luxemburgische Sprachsituation
Die luxemburgische Sprachsituation erfordert eine kostenintensive Anschaffung von Literatur je nach Verfügbarkeit in allen Amtssprachen.